# Détroit de Cozumel
Le détroit de Cozumel est un détroit de la mer des Caraïbes formé par la côte orientale de la péninsule du Yucatán à l'ouest et l'île de Cozumel à l'est. Il est contrôlé par le Mexique.